# Nevolnost
Nevolnost (též nauzea nebo nausea z lat., původně z řec. nausiē, „mořská nemoc“) je nepříjemný pocit v žaludku a hlavě s pocitem na zvracení. Nevolnost je varovný signál těla, že s ním není něco v pořádku. Zvracení je obranný reflex, který pomáhá tělu se zbavit toxických látek.
Nevolnost sama o sobě není nemoc, je to symptom objevující se v mnoha situacích, často bez souvislosti s žaludkem. Nausea může být příznakem indikujícím určitý stav kdekoli v těle. Typickým případem je kinetóza, vznikající nesouladem mezi vnímaným a skutečným pohybem: smysl pro rovnováhu sídlí v uchu a pracuje společně se zrakem. Poskytují-li tyto dva smysly nesouhlasné informace o pohybu těla, prezentuje se to jako nevolnost, přestože s tím žaludek nemá nic společného. Účast žaludku je založena na tom, že to mozek vyhodnotí jako smyslovou halucinaci z požití jedu, a snaží se tedy vyvolat zvracení, aby se člověk jedu zbavil.

## Příznaky
Při nevolnosti je člověk bledý a cítí slabost. Nevolnost ve většině případů vede ke zvracení. Mohou se vyskytovat i následující příznaky:
- závratě
- pocení
- třes
- ztráta chuti k jídlu

Dále se může vyskytnout i bolest břicha a bolest hlavy.

## Běžné příčiny
Nevolnost může být nežádoucím účinkem mnoha léčiv, zvláště opioidů, případně může být vedlejším efektem velkého příjmu sladkostí. V medicíně se nausea objevuje při chemoterapii a po celkové anestezii. Často vzniká také v těhotenství jako „těhotenská nevolnost“ (někdy též nesprávně označována jako „ranní nevolnost“). Výskyt slabé nevolnosti je během těhotenství normální a neměl by být považován za důvod k okamžitému znepokojení.
- alkohol
- cestovní nevolnost (jízda autem, lodí, letadlem…)
- kocovina (požití velkého množství alkoholu)
- mdloby
- menstruace
- migréna
- nervozita
- nežádoucí účinky léků
- nízký krevní tlak
- otrava jídlem
- přejedení
- nevolnost zejména na začátku těhotenství
- spánková deprivace
- strach
- stres
- úzkost
- závrať
- znechucení

## Příčina nemoci
To, že je někomu nevolno, samozřejmě nutně neznamená, že je to příznak nějaké nemoci. Pokud ale nevolnost trvá více než tři dny a je jisté, že to není způsobeno např. těhotenstvím či stresem, nebo pokud je doprovázeno s příměsí krve, je nutné navštívit lékaře. Mohlo by se jednat o některou z těchto nemocí:
- Addisonova choroba
- akutní radiační syndrom
- angína
- apendicitida
- Crohnova choroba
- deprese
- diabetes mellitus
- gastritida
- infarkt myokardu
- chřipka (u dospělých zřídka, u dětí častěji; nezaměňovat za „střevní chřipku“, gastroenteritidu)
- chronický únavový syndrom
- ledvinové kameny
- meningitida
- nádor mozku
- norovirus
- otřes mozku
- peptický vřed
- plané neštovice
- pneumonie
- rakovina
- selhání ledvin
- střevní chřipka
- virová hepatitida
- žloutenka

## Léčba
Přestože jsou krátkodobá nevolnost a zvracení obecně neškodné, mohou někdy ukazovat na mnohem vážnější problém, například celiakii. Nausea spojená s dlouhodobým zvracením může vést k dehydrataci a k nebezpečné nerovnováze elektrolytů.
Symptomatická léčba nevolnosti a zvracení může být založena na podávání malých dávek tuhé potravy. To obvykle není snadné, protože nevolnost je obvykle spjata s nechutenstvím. Při dehydrataci je třeba provést rehydrataci ústním nebo nitrožilním podáváním roztoků elektrolytů. Je-li příčinou nevolnosti kinetóza, může pomoci posazení do klidného prostředí.
Existuje několik druhů antiemetik, vědci stále hledají ještě efektivnější léčbu. Hlavní léčiva pro pacienty po operaci jsou ondansetron, dexamethazon, promethazin, dimenhydrinát a (v malých dávkách) droperidol. Těhotenská nevolnost se obvykle řeší pouze přírodní cestou (zázvor, máta, lehce stravitelná potrava). V případě častého zvracení vedoucí k dehydrataci je lékem volby doxylamin. U většiny uživatelů marihuany (požíváním nebo inhalací) bylo pozorováno omezení nausey. Antidepresivum mirtazapin má také antiemetické účinky. Existuje též řada různých neinvazivních (ale často neotestovaných) mechanických zařízení pro potlačování nevolnosti vzniklé při kinetóze. Všechny léky zmíněné v tomto odstavci se nazývají antinausetika.
Zázvor a máta peprná se po staletí používají jako tradiční léky na nevolnost, čerstvé výzkumy jejich účinnost potvrdily. Za použitelný prostředek se považuje také citrón. Jiným podobným prostředkem je bismut, je obsažen v řadě žaludečních léků.